# Альберт Гілл
Альберт Джордж Гілл (англ. Albert George Hill; 24 березня 1889, Вандзверт, Великий Лондон, Лондон, Англія, Сполучене Королівство Великої Британії та Ірландії — 8 січня 1969, Лондон, Міддлесекс, Онтаріо, Канада) — британський легкоатлет, який спеціалізувався в бігу на середні дистанції.

## Із життєпису
Під час першої світової війни служив зв'язківцем у Королівському льотному корпусі.
Дворазовий олімпійський чемпіон-1920 з бігу на 800 та 1500 метрів. На Іграх-1920 здобув також «срібло» в командній першості у бігу на 3000 метрів.
По закінченні змагальної кар'єри у 1921 році працював тренером. Найвідомішим його учнем був британець Сідні Вудерсон, екс-рекордсмен світу з бігу на 800 метрів та екс-чемпіон Європи.
Перед другою світовою війною переїхав на постійне місце проживання до Канади, де й помер у 1969 році.

## Основні міжнародні виступи
| Рік  | Змагання         | Місто             | Місце | Дисципліна |
| ---- | ---------------- | ----------------- | ----- | ---------- |
| 1920 | Олімпійські ігри | Антверпен         | 1     | 800 м      |
| 1920 | 1                | 1500 м            |       |            |
| 1920 | 2                | 3000 м (командна) |       |            |